# Tvá dubnová lež
Tvá dubnová lež (japonsky 四月は君の嘘, Šigacu wa kimi no uso, zkráceně pak Kimiuso; anglicky Your Lie in April) je japonská manga, která byla napsána a ilustrována Naošim Arakawou. Jednotlivé kapitoly byly vydávány v časopisu Gekkan šónen Magazine nakladatelství Kódanša od dubna 2011 do května 2015. Animovaná verze v podobě 22dílného seriálu byla vytvořena studiem A-1 Pictures a byla vysílána od října 2014 do března 2015. Hraná filmová verze příběhu měla premiéru v japonských kinech v září 2016.

## Příběh
Hlavní hrdinou příběhu je čtrnáctiletý Kósei Arima. Kósei byl od mala hudebně nadaný a jeho matka ho začala učit hrát na piano. Její zdravotní stav se ale rychle zhoršoval a kvůli tomu začala Kóseiho více a více izolovat a chtěla, aby se soustředil pouze na hraní. Pár dní před smrtí se jeho matka dostaví na jedno z jeho vystoupení, a i když hrál téměř perfektně, tak je na něj po vystoupení zlá a nadává mu za sebemenší chyby. Na konci této scénky ho udeří svojí holí a Kósei jí řekne, že ji nenávidí. Po smrti své matky se Kósei zhroutí během jednoho z vystoupení a jako následek tohoto trauma neslyší noty, které sám hraje.
Uběhly dva roky a Kósei se piana ani nedotkl a má na svět vskutku melancholický pohled. Většinu svého času tráví se svými příteli Cubaki Sawabe a Watari Rjóta. Jednoho dne do jeho života vstoupí dívka jménem Kaori Mijazono, která jeho pohled na svět zcela změní. Kaori miluje hru na housle a podle ní má být hudba svobodná, zajímavá i chaotická a ne nudná, strukturovaná a předvídatelná. Chvíli po seznámení jí Kósei uvidí vystupovat a její styl hraní ho fascinuje.
Během tohoto vystoupení si Kósei uvědomí, že Kaori miluje. Poté, co Kaori dohraje, však zkolabuje a je převezena do nemocnice. Kaori tvrdí, že zkolabovala kvůli nedostatku železa v krvi, ale postupem času se dozvídáme, že se její zdravotní stav zhoršuje a že toto není poprvé, co zkolabovala.
Po propuštění z nemocnice spolu Kósei a Kaori tráví dost času a díky ní se Kóseiovi vrací barevný pohled na svět. Kaori ho vyzve, aby s ní hrál na gala koncertu, ale není schopná se kvůli jejímu zdraví dostavit. Kaori rychle ztrácí naději, ale pro jednou jí inspiruje Kósei, když uslyší jeho hraní společně s Nagi Aizou, což je sestra jednoho z Kóseiových rivalů, Takešiho Aizy. Kaori se díky tomu rozhodne podstoupit operaci, která by jí mohla umožnit mít s Kóseiem poslední vystoupení.
Kósei hraje na závěrečném vystoupení v Eastern Japan Piano Competition. Při tomto vystoupení se mu zjeví Kaori, která ho doprovází hrou na housle. Ke konci vystoupení Kaori zmizí a Kósei si uvědomí, že Kaori během riskantní operace zemřela.
Po její smrti obdrží Kósei dopis, který Kaori napsala, než zemřela. V něm stojí, že Kaori od začátku věděla, že zemře a že Kóseie milovala od svých pěti let. Píše o tom, jak jí inspiroval ke hře na housle, aby s ním mohla jednoho dne hrát. Když se dozvěděla, že jí nezbývá mnoho času, rozhodla se, že se s Kóseiem seznámí přes Cubaki pod záminkou, že se jí líbí Watari. Díky tomuto dostala tato série svůj název. Po zjištění pravdy Cubaki Kóseiovi sdělí, že bude po jeho boku do konce života. Kaori po sobě zanechala také obrázek, který se jí stal inspirací. Nachází se na něm ona a v pozadí Kósei v době, kdy byli dětmi a šli domů z koncertu. Kósei si nakonec obrázek zarámuje.

## Seznam postav
- Kósei Arima (japonsky 有馬 公生, Arima Kósei)

Dabing: Nacuki Hanae
- Kaori Mijazono (japonsky 宮園 かをり, Mijazono Kawori)

Dabing: Risa Taneda
- Cubaki Sawabe (japonsky 澤部 椿, Sawabe Cubaki)

Dabing: Ajane Sakura
- Rjóta Watari (japonsky 渡 亮太, Watari Rjóta)

Dabing: Rjóta Ósaka
- Takeši Aiza (japonsky 相座 武士, Aiza Takeši)

Dabing: Júki Kadži
- Emi Igawa (japonsky 井川 絵見, Igawa Emi)

Dabing: Saori Hajami
- Nagi Aiza (japonsky 相座 凪, Aiza Nagi)

Dabing: Ai Kajano
- Saki Arima (japonsky 有馬 早希, Arima Saki)

Dabing: Mamiko Noto
- Hiroko Seto (japonsky 瀬戸 紘子, Seto Hiroko)

Dabing: Mie Sonozaki
- Koharu Seto (japonsky 瀬戸 小春, Seto Koharu)

Dabing: Inori Minase
- Saitó (japonsky 斎藤)

Dabing: Kazujuki Okicu
- Nao Kašiwagi (japonsky 柏木 奈緒, Kašiwagi Nao)

Dabing: Šizuka Išigami
- Takahiko Arima (japonsky 有馬 隆彦, Arima Takahiko)

Dabing: Kendži Hamada

## Média

### Mangy
Mangu Tvá dubnová lež psal a ilustroval Naoši Arakawa. Byla serializována od 6. dubna 2011 do 6. února 2015 v časopisu Gekkan šónen Magazine nakladatelství Kódanša. První svazek mangy vydala Kódanša 16. září 2011. Finální, jedenáctý, svazek byl vydán 15. května 2015 ve dvou edicích: klasické a limitované edici, přičemž společně s limitovanou edicí byla vydána i OVA epizoda. Společnost Kodansha Comics licencovala v Severní Americe anglický překlad mangy, přičemž první svazek byl vydán 21. dubna 2015.
Spin-offová manga s názvem Šigacu wa kimi no uso: Coda byla vydána jako součást Blu-ray disků anime seriálu. Později byla vydána v samostatném svazku, a to 17. srpna 2016.

### Anime
O produkci anime seriálu Šigacu wa kimi no uso se postaralo animační studio A-1 Pictures. Seriál byl vysílán od 10. října 2014 do 20. března 2015 v programovém bloku noitaminA japonské televizní stanice Fuji TV. Režie se ujal Kjóhei Išiguro a scénáře Takao Jošioka. Jukiko Aikei je designérkou postavu a hudbu složil Masaru Jokojama. První úvodní znělkou je „Hikaru nara“ (japonsky 光るなら) od Goose house a první závěrečnou znělkou je „Kirameki“ (japonsky キラメキ) od wacci. Druhou úvodní znělkou je „Nanairo Symphony“ (japonsky 七色シンフォニー, Nanairo šinfoní) od Coalamode a druhou závěrečnou znělkou je „Orange“ (japonsky オレンジ, Orendži) od 7!! (Seven Oops).
V Severní Americe licencovala seriál společnost Aniplex of America, která jej souběžně vysílala na službách Crunchyroll, Aniplex Channel, Hulu a Viewster. V Austrálii a na Novém Zélandu se o licencovaní postaral Madman Entertainment, který seriál vysílal na AnimeLabu. Ve Spojeném království a Irsku je licencován společností Anime Limited. Později se anime objevilo i na streamovací službě Netflix, a to s anglickými titulky i anglickým zněním.

### Hraný film
Dne 24. srpna 2015 nechala japonská distribuční společnost Tóhó zaregistrovat internetovou doménu „kimiuso-movie.jp“. Mezi fanoušky tak začaly diskuse o možné filmové adaptaci. Spekulace byly potvrzeny v září 2015, kdy bylo oznámeno hlavní obsazení hrané adaptace mangy: Kento Jamazaki jako Kósei Arima, Suzu Hirose jako Kaori Mijazono, Anna Išii ze skupiny E-girls jako Cubaki Sawabe a Taiši Nakagawa jako Rjóta Watari. Zatímco v původním příběhu navštěvují postavy první rok střední školy, ve filmu by měly navštěvovat její druhý rok. O scénář se postaral Jukari Tacui a o režii Takehiko Šindžó. Film byl do japonských kin uveden 10. září 2016.

## Přijetí
Manga získala ocenění nejlepší šónen mangy na 37. ročníku udílení Cen mangy Kódanši. Byla nominována na pátem ročníku udílení cen Manga taišó.
Anime adaptace zvítězila v roce 2016 na ocenění Sugoi Japan časopisu Jomiuri šimbun.